# Fuck wit Dre Day (And Everybody's Celebratin')
Fuck wit Dre Day (And Everybody's Celebratin'), nella versione censurata nota semplicemente come Dre Day, è una canzone g-funk del rapper Dr. Dre con la collaborazione di Snoop Dogg (all'epoca Snoop Doggy Dogg) ed è il secondo singolo estratto dal suo album di debutto, The Chronic. La canzone è stata pubblicata come singolo il 20 maggio 1993.
Questa canzone è un dissing contro Eazy-E, che risponderà con Real Muthaphuckkin G's.
Inoltre il singolo compare nel celebre videogioco Grand Theft Auto: San Andreas, nella stazione radio Los Santos.